# Erica priorii
Erica priorii är en ljungväxtart som beskrevs av Guthrie och Bolus. Erica priorii ingår i släktet klockljungssläktet, och familjen ljungväxter. Inga underarter finns listade i Catalogue of Life.